# لوسي روبرتس
لوسي روبرتس (بالإنجليزية: Lucy Roberts) هي لاعبة كرة قدم بريطانية، ولدت في 11 مايو 2001 في كرو (تشيشير) في المملكة المتحدة. لعبت مع نادي ليفربول لكرة القدم للسيدات.

## وصلات خارجية
- لوسي روبرتس على موقع الاتحاد الأوربي (الإنجليزية)
- لوسي روبرتس على موقع قاعدة بيانات كرة القدم.إي يو (الإنجليزية)
- لوسي روبرتس على موقع Soccerway.com (الإنجليزية)